# Kontusz

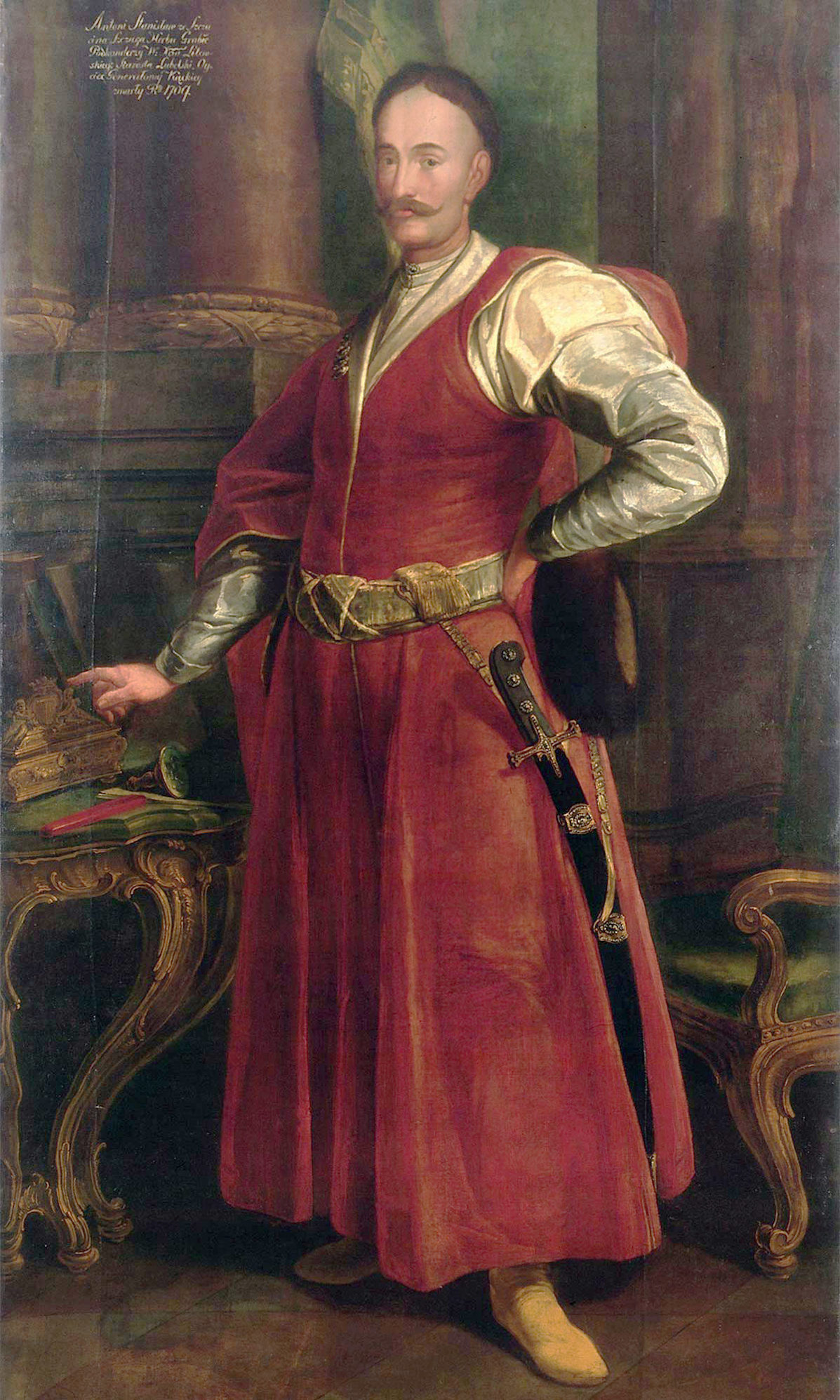
Stanisław Antoni Szczuka em um representativo traje nacional polonês. Um kontusz vermelho preso com um pas kontuszowy. Em baixo um żupan com uma gola baixa. Na mão esquerda segura um gorro de pele de animal com aba baixa. Cabelos e bigode característicos. Pintura de um artista desconhecido. Wilanów

Kontusz é um tipo de peça externa do vestuário usada pela nobreza masculina polonesa e lituana (szlachta). Ela se tornou popular no século XVI e apareceu na República das Duas Nações vinda da Turquia via Hungria. No século XVII, usado sobre outra peça de vestuário interno, o (żupan), o kontusz tornou-se o elemento mais notável do traje nacional polonês masculino.

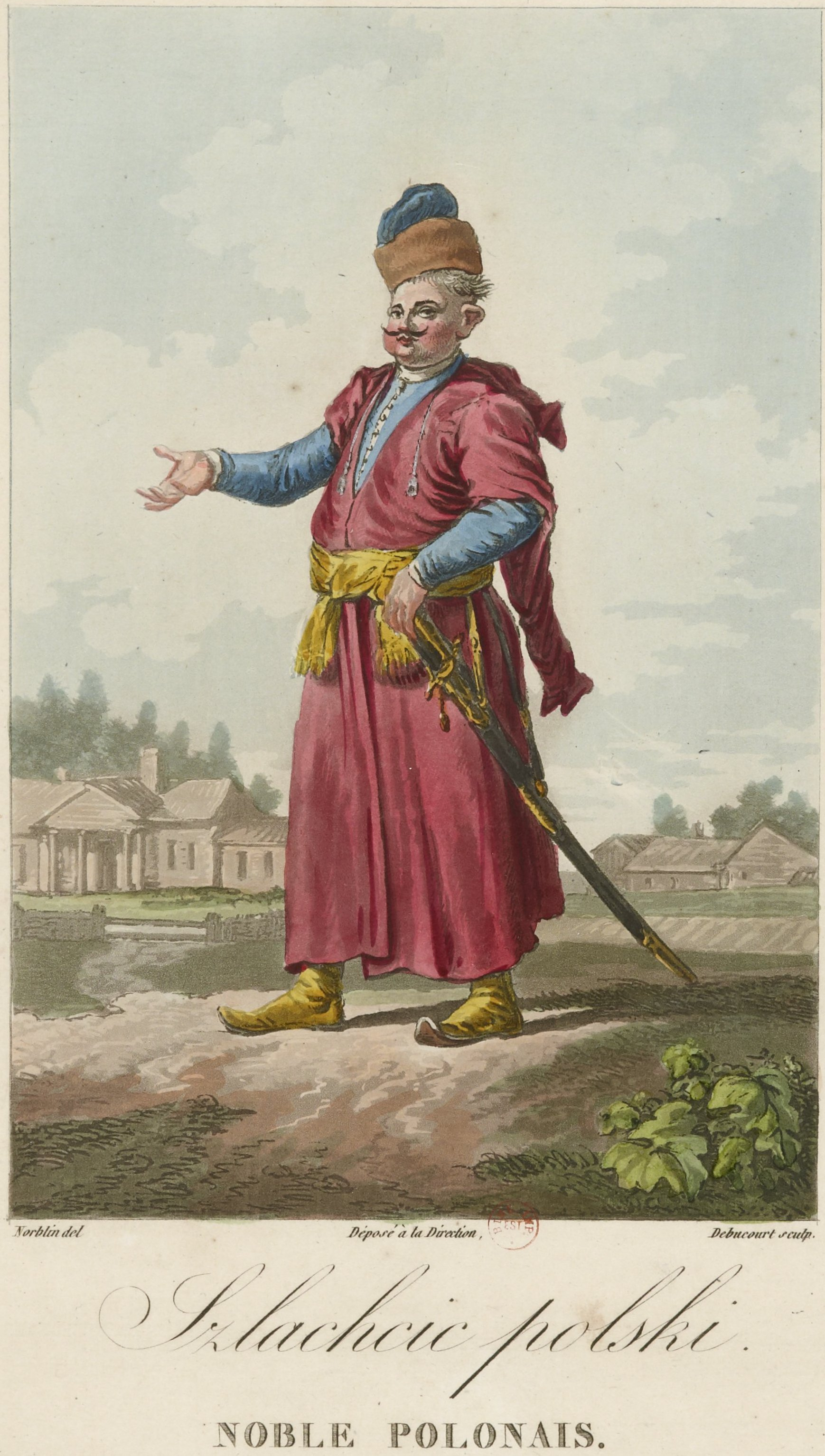
Szlachcic polonês usando: um kontusz vermelho e um żupan azul, preso por um pas kontuszowy amarelo. Pintura satírica de Jan Piotr Norblin de la Gourdaine.

O kontusz era um longo roupão, geralmente com o comprimento abaixo dos joelhos, com uma série de botões decorados colocados na parte inferior da frente. As mangas eram compridas e largas, nos dias quentes era usado desamarrado, jogado para as costas. No inverno um forro de pele de animal podia ser preso ao kontusz, ou uma delia colocada por cima dele. O kontusz era geralmente de cor viva e o forro tinha que ter uma cor contrastante. O kontusz era preso por um cinto longo e largo chamado pas kontuszowy.
O kontusz era mais do que uma útil peça decorativa de vestuário. Diz a tradição que os primeiros kontusze eram exibidos pela szlachta como troféus capturados dos otomanos.
Jogar as mangas de um kontusz nas costas de uma pessoa e tocar em seu bigode era considerado um sinal de convite para uma briga.
Em 1776, os deputados do Sejm de diferentes voivodias da Polônia foram obrigados a usarem cores diferentes de żupans e kontuszes para indicar suas voivodias.
Diferentemente do żupan, o kontusz só era usado pela nobreza.